# Liste des édifices labellisés « Architecture contemporaine remarquable » des Landes
Cet article recense les édifices labellisés « Architecture contemporaine remarquable » dans le département français des Landes.

## Présentation
Le label « Architecture contemporaine remarquable » remplace depuis 2016 l'ancien label « Patrimoine du XXe siècle ». Il ne prend en compte que des édifices de moins de 100 ans à la date de labellisation, et qui ne sont pas protégés comme monuments historiques.
Au début 2024, les Landes comptent onze édifices ainsi labellisés.

## Liste
| Monument                                                                                     | Commune             | Adresse                   | Coordonnées                        | Notice     | Date | Illustration                                                                                |
| -------------------------------------------------------------------------------------------- | ------------------- | ------------------------- | ---------------------------------- | ---------- | ---- | ------------------------------------------------------------------------------------------- |
| Maison Marsan                                                                                | Biscarrosse         | 2 chemin de l'Arissoulet  | 44° 28′ 15″ nord, 1° 11′ 54″ ouest | ACR0001699 | 2022 | Image manquante Téléverser                                                                  |
| Piscine Tournesol                                                                            | Biscarrosse         | Avenue Voltaire           | 44° 23′ 36″ nord, 1° 09′ 23″ ouest | ACR0001558 | 2012 | Image manquante Téléverser                                                                  |
| Pont de la Coudette                                                                          | Cauneille           | Sur le Gave de Pau        | 43° 32′ 28″ nord, 1° 05′ 18″ ouest | ACR0001057 | 2007 | Image manquante Téléverser                                                                  |
| Arènes du Plumaçon                                                                           | Mont-de-Marsan      | Place des Arènes          | 43° 53′ 09″ nord, 0° 30′ 10″ ouest | ACR0001054 | 2007 | Arènes du Plumaçon                                                                          |
| Chapelle de l'hôpital Layné                                                                  | Mont-de-Marsan      | Boulevard Saint-Médard    | 43° 53′ 45″ nord, 0° 29′ 10″ ouest | ACR0001053 | 2015 | Chapelle de l'hôpital Layné                                                                 |
| Complexe municipal (Mairie, salle des fêtes Jean-Jaurès, poste, école municipale de musique) | Morcenx-la-Nouvelle | 4 et 7 place Léo Bonyssau | 44° 01′ 58″ nord, 0° 54′ 43″ ouest | ACR0001055 | 2007 | Complexe municipal(Mairie, salle des fêtes Jean-Jaurès, poste, école municipale de musique) |
| Salle des fêtes                                                                              | Moustey             | Place de la Mairie        | 44° 21′ 29″ nord, 0° 45′ 39″ ouest | ACR0001056 | 2007 | Salle des fêtes                                                                             |
| Foyer municipal                                                                              | Roquefort           | Place Gambetta            | 44° 21′ 30″ nord, 0° 45′ 39″ ouest | ACR0001058 | 2007 | Foyer municipal                                                                             |
| Maison Fargues                                                                               | Saint-Paul-lès-Dax  | Chemin rural de Lacrouts  | 43° 44′ 29″ nord, 1° 02′ 38″ ouest | ACR0001059 | 2007 | Image manquante Téléverser                                                                  |
| Église de la Trinité de Hossegor                                                             | Soorts-Hossegor     | 59 allée Louis-Pasteur    | 43° 39′ 35″ nord, 1° 25′ 45″ ouest | ACR0001052 | 2015 | Église de la Trinité de Hossegor                                                            |
| Batterie de l'Adour                                                                          | Tarnos              |                           | 43° 32′ 16″ nord, 1° 27′ 51″ ouest | ACR0001060 | 2015 | Image manquante Téléverser                                                                  |